# Атлетику Авиасан
«Атлетику Шпорт Авиасан» (порт. Atlético Sport Aviação), «Атлетику Авиасан», «Авиасан» или просто «АСА» — ангольский футбольный клуб из Луанды, основанный в 1953 году. Выступает в Жирабола. Домашние матчи проводит на стадионе «Эштадиу Жуакин Диниш», вмещающем 10 000 зрителей. Клуб также был известен под названием «Атлетику де Луанда».

## История
По количеству выигранных титулов «Атлетику Авиасан» занимает третье вслед за «Петру Атлетику» и «Примейру де Агошту» место в иерархии ангольских клубов. Помимо двух выигранных Кубков страны (1995 и 2005) и пяти Суперкубков (1996, 2003, 2004, 2005 и 2006), на счету «авиаторов» числятся три титула Чемпиона Анголы, причем, совсем «свежих» — 2002, 2003 и 2004 годов. Если сюда прибавить ещё три «серебра» (2000, 2001 и 2005), завоеванных командой, начиная с 2000 года, то «АСА» можно смело называть одним из лидеров клубного футбола Анголы XXI века. Наивысшим достижением клуба на международной арене является выход в полуфинал Кубка КАФ в 1993 году. Помимо всего прочего, «Атлетику Авиасан» четырежды становился победителем Чемпионата Анголы во времена колониального периода — 1965, 1966, 1967 и 1968 годы.

## Достижения

### Местные
- Победитель Жирабола — 3 (2002, 2003, 2004)
- Обладатель Кубка Анголы — 2 (1995, 2005)
- Обладатель Суперкубка Анголы — 5 (1996, 2003, 2004, 2005, 2006)

### Международные
- Кубок КАФ (1)
  - Полуфиналист: 1993